# Ramenskoe
Ramenskoe (ru. Раменское) este un oraș din Regiunea Moscova, Federația Rusă și are o populație de 82.074 locuitori.